# Knud Ravnshøj
Knud Ravnshøj (født 26. april 1921 i Havnelev Sogn, død 15. december 2007) var en dansk politiker fra partiet Venstre, der fra 1977 til 1978 var borgmester i Stevns Kommune.
Ravnshøj var eneste søn af gårdejeren Peder Ravnshøj og fru Sigrid Ravnshøj, født Nielsen. Han blev født på gården Nordkær i Havnelev Sogn, men flyttede som cirka niårig i 1930 til familiegården Ravnshøj i landsbyen Lund i Lyderslev Sogn, som faderen overtog fra Knud Ravnshøjs onkel. Da faderen døde i 1938 overtog moderen ejerskabet af gården, men drev den sammen med sin søn. Knud Ravnshøj blev i 1945 gift med Elly Emilie Rysgaard (1923-2011), med hvem han fik tre døtre og en søn. I 1948 overtog Knud og Elly Ravnshøj ejerskabet af gården fra Sigrid Ravnshøj.
Ravnshøj sad i det første byråd i Stevns Kommune efter kommunalreformen i 1970 for Venstre. Ved partifællen, borgmester Frede Christoffersens afgang i 1977, blev Ravnshøj valgt til borgmester. Ved det efterfølgende kommunalvalg i 1978 tabte han imidlertid posten til den konservative Arne Ebdrup, der herefter sad i borgmesterstolen frem til 1990.